# Eleições estaduais em Sergipe em 2002
As eleições estaduais em Sergipe em 2002 aconteceram em 6 de outubro como parte das eleições em 26 estados e no Distrito Federal. Foram eleitos o governador João Alves Filho, a vice-governadora Marília Mandarino, os senadores Antônio Carlos Valadares e José Almeida Lima, oito deputados federais e vinte e quatro estaduais. Como nenhum dos candidatos a governador fez a maioria dos votos válidos, houve segundo turno em 27 de outubro entre João Alves Filho e José Eduardo Dutra com vitória daquele.
Nascido em Aracaju e formado em Engenharia Civil pela Universidade Federal da Bahia em 1965, o empresário João Alves Filho fundou e presidiu a Habitacional Construções da qual se desligou ao ser nomeado prefeito de Aracaju em 1975 pelo governador José Rollemberg Leite permanecendo na ARENA até a extinção do bipartidarismo quando filiou-se ao PP, sigla também extinta. Filiado ao PDS, foi eleito governador de Sergipe em 1982 com o apoio de Augusto Franco. Com o advento da Nova República entrou no PFL e rompeu politicamente com a família Franco. Em 1986 fez de Antônio Carlos Valadares o único governador não eleito pelo PMDB naquele ano. Ministro do Interior no Governo José Sarney em substituição a Joaquim Francisco, foi eleito governador pela segunda vez em 1990 embora tenha sido derrotado por Albano Franco ao disputar o mesmo cargo em 1998, ano que sua esposa, Maria do Carmo Alves, foi eleita senadora.

## Resultado da eleição para governador
Conforme o Tribunal Superior Eleitoral os votos nominais foram assim distribuídos:

### Primeiro turno

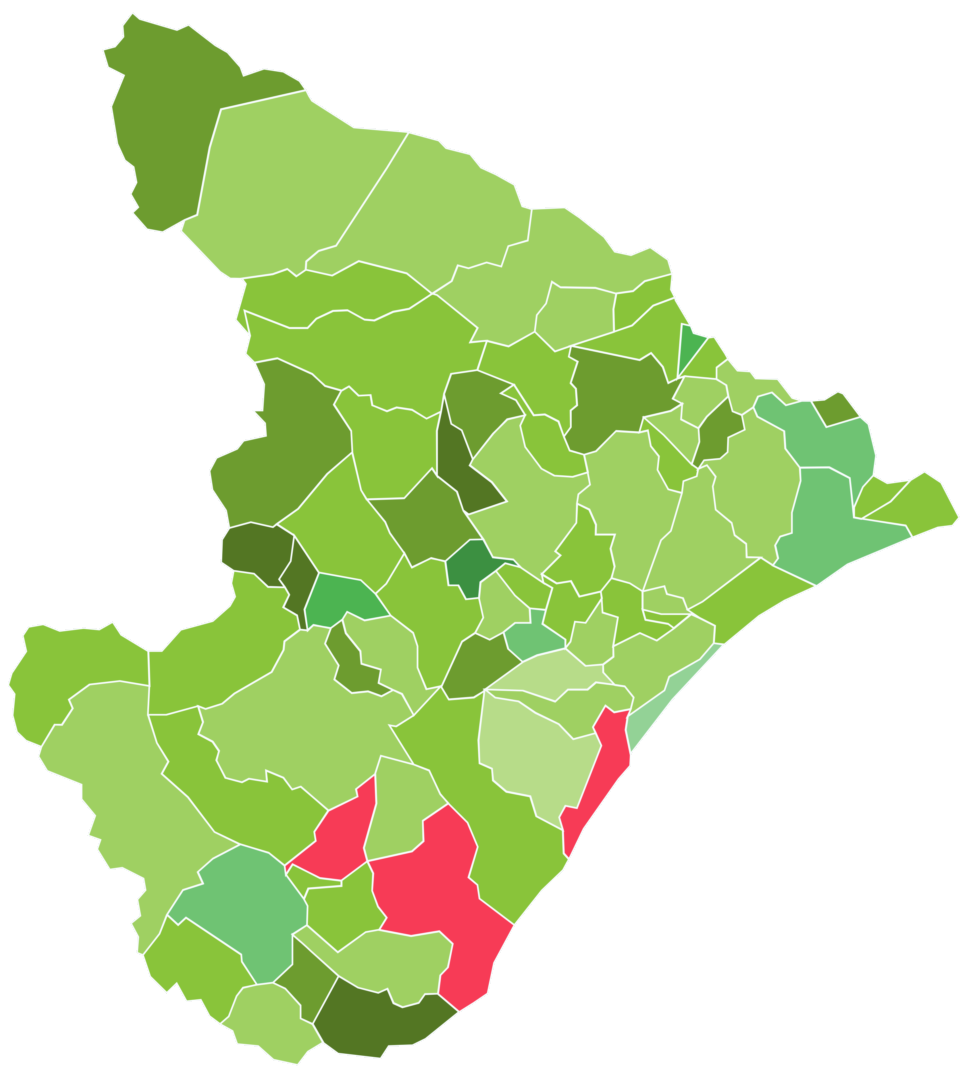
Mapa do 1º turno por município

| Candidatos a governador do estado    | Candidatos a vice-governador    | Número | Coligação                                                                     | Votação | Percentual |
| ------------------------------------ | ------------------------------- | ------ | ----------------------------------------------------------------------------- | ------- | ---------- |
| João Alves Filho PFL                 | Marília Mandarino PFL           | 25     | João na cabeça, Sergipe no coração (PFL, PPB, PPS, PDT, PSD, PST, PHS, PTdoB) | 343.286 | 43,63%     |
| José Eduardo Dutra PT                | Conceição Vieira PT             | 13     | Muda Sergipe (PT, PL, PCdoB, PCB, PMN)                                        | 223.699 | 28,43%     |
| Francisco Rollemberg PTN             | Miriam Ribeiro PSDB             | 19     | União por Sergipe (PTN, PSDB, PMDB, PV)                                       | 202.453 | 25,73%     |
| Nilo de Oliveira PGT                 | José Hora Filho PGT             | 30     | PGT (sem coligação)                                                           | 8.057   | 1,02%      |
| Adelmo Macedo PAN                    | Antônio Sousa Almeida PAN       | 26     | PAN (sem coligação)                                                           | 3.587   | 0,46%      |
| Antônio Carlos Nascimento Santos PRP | José Conrado Azevedo Santos PRP | 44     | PRP (sem coligação)                                                           | 3.368   | 0,43%      |
| Heitor Pereira Alves Filho PSTU      | Vera Lúcia Silva PSTU           | 16     | PSTU (sem coligação)                                                          | 2.369   | 0,30%      |

### Segundo turno
| Candidatos a governador do estado | Candidatos a vice-governador | Número | Coligação                                                                     | Votação | Percentual |
| --------------------------------- | ---------------------------- | ------ | ----------------------------------------------------------------------------- | ------- | ---------- |
| João Alves Filho PFL              | Marília Mandarino PFL        | 25     | João na cabeça, Sergipe no coração (PFL, PPB, PPS, PDT, PSD, PST, PHS, PTdoB) | 481.465 | 55,00%     |
| José Eduardo Dutra PT             | Conceição Vieira PT          | 13     | Muda Sergipe (PT, PL, PCdoB, PCB, PMN)                                        | 393.970 | 45,00%     |

## Resultado da eleição para senador
| Candidatos a senador da República | Candidatos a suplente de senador                         | Número | Coligação                                                                     | Votação | Percentual |
| --------------------------------- | -------------------------------------------------------- | ------ | ----------------------------------------------------------------------------- | ------- | ---------- |
| Antônio Carlos Valadares PSB      | Elber Batalha PSB Paulo Carvalho Viana PSB               | 404    | Aliança por Sergipe (PSB, PTC)                                                | 324.670 | 21,88%     |
| José Almeida Lima PDT             | Max de Andrade PFL Nivaldo Fernando PPS                  | 123    | João na cabeça, Sergipe no coração (PFL, PPB, PPS, PDT, PSD, PST, PHS, PTdoB) | 307.326 | 20,71%     |
| Ivan Leite PSDB                   | Marcos Vieira PSDB Nazaré Carvalho PSDB                  | 456    | União por Sergipe (PTN, PSDB, PMDB, PV)                                       | 193.095 | 13,01%     |
| João Gama PMN                     | Abrahão Crispim de Souza PT Edival Antônio de Góes PCdoB | 333    | Muda Sergipe (PT, PL, PCdoB, PCB, PMN)                                        | 192.505 | 12,97%     |
| Jerônimo Reis PTB                 | José Wilame de Fraga PTB Marcelo Arcanjo Farias PSC      | 141    | Quem sabe faz (PTB, PSC, PRTB)                                                | 190.669 | 12,85%     |
| Benedito de Figueiredo PMDB       | José Carlos Teixeira PMDB Eliziário Silveira Sobral PMDB | 150    | União por Sergipe (PTN, PSDB, PMDB, PV)                                       | 135.341 | 9,12%      |
| José Renato Lima Sampaio PRP      | Augusto Barreto Silva PRP Esdras Elias Dantas PRP        | 444    | PRP (sem coligação)                                                           | 75.359  | 5,08%      |
| José Aélio de Argolo PAN          | Wellington de Melo PAN Manoel Cícero Bispo PAN           | 266    | PAN (sem coligação)                                                           | 41.501  | 2,80%      |
| Dalvacir Azevedo de Góes PSTU     | Abércio de Góes Filho PSTU José Menezes Neto PSTU        | 161    | PSTU (sem coligação)                                                          | 8.911   | 0,60%      |
| José Antônio de Lima PGT          | Ruberval Meira PGT Maximino da Conceição PGT             | 301    | PGT (sem coligação)                                                           | 7.124   | 0,48%      |
| José Soares Pinto PGT             | Zenilde Soares Pinto PGT Margarida Maria de Melo PGT     | 302    | PGT (sem coligação)                                                           | 3.391   | 0,23%      |
| Genivaldo Monteiro Santos PAN     | Rubem Santos Silva PAN Augusto César Mendonça PAN        | 267    | PAN (sem coligação)                                                           | 3.355   | 0,22%      |
| Rafael de Paula Faria PRTB        | Rose Santana PRTB Aerton Oliveira PRTB                   | 282    | Quem sabe faz (PTB, PSC, PRTB)                                                | 714     | 0,05%      |

## Deputados federais eleitos
São relacionados os candidatos eleitos com informações complementares da Câmara dos Deputados.

Representação eleita
  PFL: 2
  PSDB: 1
  PMN: 1
  PMDB: 1
  PL: 1
  PPB: 1
  PT: 1

| Número | Deputados federais eleitos | Partido | Votação | Percentual | Cidade onde nasceu      | Unidade federativa |
| 4533   | Bosco Costa                | PSDB    | 71.614  | 8,26%      | Itabaiana               | Sergipe            |
| 2500   | José Carlos Machado        | PFL     | 67.722  | 7,81%      | Itabaiana               | Sergipe            |
| 3333   | Jackson Barreto            | PMN     | 57.949  | 6,69%      | Santa Rosa de Lima      | Sergipe            |
| 1555   | Jorge Alberto              | PMDB    | 49.138  | 5,67%      | Aracaju                 | Sergipe            |
| 2222   | Pastor Heleno              | PL      | 45.158  | 5,42%      | Monte Alegre de Sergipe | Sergipe            |
| 2510   | Mendonça Prado             | PFL     | 47.017  | 5,21%      | Aracaju                 | Sergipe            |
| 1111   | Cleonâncio Fonseca         | PPB     | 41.075  | 4,74%      | Boquim                  | Sergipe            |
| 1314   | João Fontes                | PT      | 28.879  | 3,33%      | Aracaju                 | Sergipe            |

## Deputados estaduais eleitos
Representação eleita
  PFL: 3
  PMDB: 3
  PPS: 3
  PDT: 3
  PMN: 3
  PSDB: 2
  PSC: 2
  PL: 2
  PT: 1
  PPB: 1
  PSB: 1

Fonteː
| Número | Deputados estaduais eleitos | Partido | Votação | Percentual | Cidade onde nasceu      | Unidade federativa |
| 15155  | Marcos Franco               | PMDB    | 28.221  | 3,22%      | Aracaju                 | Sergipe            |
| 25101  | Lila Moura                  | PFL     | 27.024  | 3,08%      | Salvador                | Bahia              |
| 15000  | Arnaldo Bispo               | PMDB    | 22.927  | 2,62%      | Itabaiana               | Sergipe            |
| 23456  | Celinha Franco              | PPS     | 21.068  | 2,40%      | Aracaju                 | Sergipe            |
| 45250  | Ulisses Andrade             | PSDB    | 20.827  | 2,38%      | Canhoba                 | Sergipe            |
| 13900  | Prof. Ana Lúcia             | PT      | 20.274  | 2,31%      | Aracaju                 | Sergipe            |
| 45111  | Maria Mendonça              | PSDB    | 19.680  | 2,25%      | Itabaiana               | Sergipe            |
| 12540  | Gilmar Carvalho             | PDT     | 19.484  | 2,22%      | Itabaiana               | Sergipe            |
| 15220  | Augusto Bezerra             | PMDB    | 18.867  | 2,15%      | Aracaju                 | Sergipe            |
| 23200  | Susana Azevedo              | PPS     | 18.580  | 2,12%      | Aracaju                 | Sergipe            |
| 25110  | Antônio Passos              | PFL     | 17.465  | 1,99%      | Cícero Dantas           | Bahia              |
| 23123  | Fabiano Oliveira            | PPS     | 16.951  | 1,93%      | Brasília                | Distrito Federal   |
| 11111  | Venâncio Fonseca            | PPB     | 16.325  | 1,86%      | Boquim                  | Sergipe            |
| 33123  | Adelson Barreto             | PMN     | 16.251  | 1,85%      | Aracaju                 | Sergipe            |
| 20111  | Dra. Angélica Guimarães     | PSC     | 16.251  | 1,85%      | Japoatã                 | Sergipe            |
| 12345  | Pastor Antônio              | PDT     | 15.431  | 1,76%      | Japaratuba              | Sergipe            |
| 25123  | Valmir da Madeireira        | PFL     | 15.281  | 1,74%      | Salgado                 | Sergipe            |
| 20520  | Walker Carvalho             | PSC     | 14.654  | 1,67%      | Aracaju                 | Sergipe            |
| 12111  | Garibalde Mendonça          | PDT     | 13.995  | 1,60%      | Aracaju                 | Sergipe            |
| 33211  | João da Graça               | PMN     | 12.325  | 1,41%      | Graccho Cardoso         | Sergipe            |
| 22300  | Pastor Mardoqueu            | PL      | 12.181  | 1,39%      | São Paulo               | São Paulo          |
| 33333  | Zé Milton de Zé de Dona     | PMN     | 11.943  | 1,36%      | Itabaiana               | Sergipe            |
| 22222  | Joaldo Barbosa              | PL      | 11.626  | 1,33%      | Monte Alegre de Sergipe | Sergipe            |
| 40123  | Belivaldo Chagas            | PSB     | 11.380  | 1,30%      | Simão Dias              | Sergipe            |